# Crocota quadripunctaria
Crocota quadripunctaria är en fjärilsart som beskrevs av Thierry-mieg 1907. Crocota quadripunctaria ingår i släktet Crocota och familjen mätare. Inga underarter finns listade i Catalogue of Life.